# Dinamarca en los Juegos Paralímpicos de Londres 2012
Dinamarca estuvo representada en los Juegos Paralímpicos de Londres 2012 por un total de 28 deportistas, 15 hombres y 13 mujeres.

## Medallistas
El equipo paralímpico danés obtuvo las siguientes medallas:
| Nombre               | Deporte       | Evento                                       |
| -------------------- | ------------- | -------------------------------------------- |
| Oro                  |               |                                              |
| Jackie Christiansen  | Atletismo     | Peso F42/44 masculino                        |
| Plata                |               |                                              |
| —                    |               |                                              |
| Bronce               |               |                                              |
| Daniel Jørgensen     | Atletismo     | Salto de longitud F42/44 masculino           |
| Annika Lykke Dalskov | Hípica        | Doma individual grado III mixto              |
| Annika Lykke Dalskov | Hípica        | Doma individual estilo libre grado III mixto |
| Peter Rosenmeier     | Tenis de mesa | Individual 6 masculino                       |